# Lewis Peaks
Lewis Peaks är en bergstopp i Antarktis. Den ligger i Västantarktis. Argentina, Chile och Storbritannien gör anspråk på området. Toppen på Lewis Peaks är 1 065 meter över havet, eller 757 meter över den omgivande terrängen. Bredden vid basen är 5,2 km.
Terrängen runt Lewis Peaks är kuperad åt sydväst, men åt nordost är den bergig. Havet är nära Lewis Peaks västerut. Trakten är obefolkad. Det finns inga samhällen i närheten.